# Johan Fjällbäck
Johan Alfred Johansson Fjällbäck (i riksdagen kallad Fjällbäck i Stockholm), född 3 januari 1855 i Smula socken, Älvsborgs län, död 25 september 1933 i Stockholm var en svensk snickarmästare och politiker (liberal).
Johan Fjällbäck var snickarmästare i Stockholm och var riksdagsledamot för Stockholms stads valkrets i andra kammaren åren 1891–1899. Han tillhörde först Gamla lantmannapartiet och anslöt sig sedan till Andra kammarens center, men från 1895 tillhörde han Folkpartiet, den första liberala partigruppen i riksdagen på decennier. I riksdagen var han ledamot av särskilda utskottet 1891. 
Som riksdagsman ägnade Fjällbäck särskild uppmärksamhet åt nykterhetsfrågan, rösträttsfrågan, den politiska såväl som den kommunala, bevillningsfrågor; han verkade för att arbetarnas lön skulle vid arbetsgivarens konkurs utgå med förmånsrätt och för statsbidrag åt sjukkassor. Han var också engagerad i tullfrågor. Han skrev 11 egna motioner i riksdagen bland annat om kommunalt röstberättigade, höjning av beväringsmanskapets dagavlöning, sänkning av sockertullen och höjning av det bevillningsfria avdraget. 
Fjällbäck var gift med Carolina Carlsson (1855–1943); de är begravda på Norra begravningsplatsen utanför Stockholm. Han var far till kvinnosakskvinnan Lisa Fjällbäck-Velander, politikern Karin Fjällbäck-Holmgren och flygaren Lars Fjällbäck.